# Кондэй
Кондэй (яп. 健児, こんでい) — воины в древнем японском «правовом государстве» VIII—X веках периодов Нара и Хэйан.

## История
Кондэй появились после ликвидации системы всеяпонской воинской повинности и дивизий гундан, сформированных из призывных японских крестьян.
Формально исполняли функцию японской армии, однако, при отсутствии внешней угрозы, занимались преимущественно охранно-полицейской деятельностью: защитой провинциальных администраций кокуфу, таможень и застав.
Кондэй набирались из провинциальной знати, преимущественно детей и младших братьев уездных чиновников гундзи.
Постепенно исчезли в X веке из-за отсутствия войн и относительную законопослушность японского общества того времени. Часть кондэй влились в ряды самураев.
В XII—XV веках термин кондэй был синонимом пехотинца или самурайского слуги.